# 学習者オートノミー

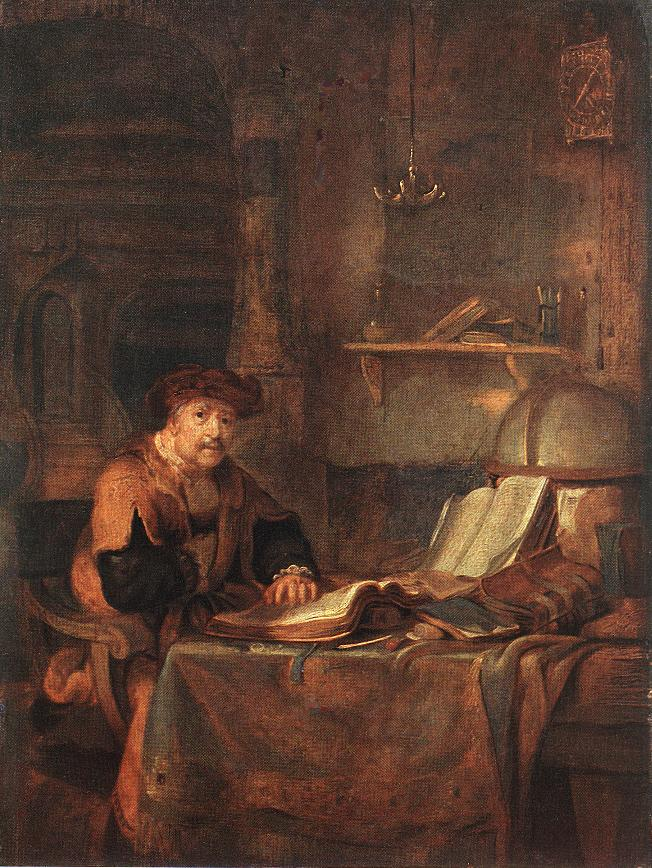
学者と本
（画）ヘルブラント・ファン・デン・エークハウト

学習者オートノミー（がくしゅうしゃオートノミー、英: Learner autonomy）は、外国語教育、特に生涯学習に関して、過去数十年間にわたって人気のある概念である。従来の言語教授法を改革し、世界中に自立学習センター（Self-access language learning center)を生み出した。例として、神田外語大学のSALC、香港教育大学のASLLC、オークランド大学のELSACが挙げられる。この教授法による指導の結果、言語教授（ティーチング）が言語学習（ラーニング）と同一に見なされることがあり、言語教育において学習者が注目を集めている場合もある。
関係文献総覧がある。

## 定義
”Learner autonomy"（学習者オートノミー）という言葉は、1981年にアンリ・オレック氏（学習者オートノミーの父）によって造り出された。作者・文脈・学者の議論展開のレベルによって、様々な定義が与えられてきた。オートノミーが教育における手段または目的（またはその両方）としてみなされてきたことにより、個人的特性・政治的手段・教育方法として見なされている場合がある。
本文献でよく知られている定義は下記のとおりである。
- 「オートノミーというのは自分で自分の学習の責任を負うことである。」（Henri Holec[5]）
- 「学習者が自分の学習をより制御するため、すでに使用している学習戦略や使用可能である学習戦略を認知・特定させることが重要である。」（Holmes & Ramos, 1991、James & Garrett, 1991: 198で引用)[6]
- 「オートノミーというのは基本的には学習者の学習過程・内容との心理的な関係の問題である。」（David Little）
- 「オートノミーというのは学習者が学習に関係した全ての決断やその決断の実施に完全に責任を負う状態である。」[7]
- 「オートノミーというのは教育制度で学習者の権利を承認することである。」[8]

学習者オートノミーを定義することにおいて、学習者オートノミーは目的を達成するための手段（言語を習得すること）であるか、またはそれ自体が目的（自立学習者になること）であるかを重要な側面だと考える。互いに矛盾せず、両方の考え方が言語習得・一般の学習の理解に含まれる可能である。
第二言語を習得するため、学習者オートノミーが有益である。時制を学ぶより、言語にさらされた方が利益をもたらす。社会文化理論の視点から、言語を習得することは他の分野を学ぶこととかなり違うから、学習者の学習能力の発展は学習する内容と完全に分離することができない。学習者が自ら、言語を発見することが重要である。先生からの導入は言語をしっかり理解できるように最小限にさせる。
言語教育では、自立性・オートノミー・学習経験を制御することがより重要な役割を果たしてきた。
学習者オートノミーの原理の提案（Frank Lacey)
- オートノミーは焦点を教授から学習に移転することである。
- オートノミーは学習者に最大限の影響力を与える。
- オートノミーは仲間の支援・協力が励まし、必要である。
- オートノミーは自己・仲間評価を利用する。
- オートノミーは完全な文化性が必要し、確保する。
- オートノミーの実践は学習の記録や反省の道具である学習者記録帖が不可欠である。
- オートノミーを発達する支援・余地を作ることには、教師の役割は非常に挑戦的で重要である。
- オートノミーの価値は生徒に権利を与えることだが、チェスやテニスのように授業のルールも厳しい場合があり、テクノロジーを利用することで、授業の構造が超えられ、学生が授業外の世界を授業に持ち込めるようになる。なお、オートノミーのある人というのは、独立的に働き、自慢する人である。

学習者オートノミーの紹介として、Reinders (2010）を参考。

## 教育評価
自律的学習に関する知識因子につて、数多くの研究調査が実施された。 自律的学習に関連する目立った特徴（機略に富むこと、自発力、粘り強さ）が高校生に不可欠である。現在、アメリカの学校制度が学力達成度による上るはしごのようである。学習者がはしごを上るとともに、オートノミーの重要性も増加する。重要性は幼稚園から高校3年に直線的に増加せず、むしろ中学から高校への移行で激増をみせる。学習者オートノミーの方法を教われた学生が高校で成功する可能性が比較的に高いと示唆する研究調査がある。なお、学力達成度だけでなく、自律的学習の発達に基づいても昇進させた学生の学業成績が高い。
学習者オートノミーの評価手段が学生の高校への進学覚悟を断定することがある。その目的を占める若年者に適切な手段がある。 その手段は更なる学習者オートノミーにふさわしい学生を評価することに向いている。「更なる学習者オートノミーにふさわしい」ということは高校生が必要な特徴である。

## 自立学習者の特徴
Candy (1991) によると、自律的学習に関連した特徴が１００以上ある。自律学習者は次の特徴がある。 
- 組織的、規則正しい
- 論理的、分析的
- 反省的、事項認識がある
- 意欲的、好奇心がある
- 柔軟性がある
- 総合依存する、対人能力がある
- 責任がある、粘り強さ
- 大胆的、想像力がある
- 自尊心がある
- 独立性、自足できる
- 情報を検索する機能が高い
- 学習の機能が高い、学習について詳しい
- 評価基準を開発・使用することができる